# Муцио, Эмануэле
Эмануэле Муцио (итал. Emanuele Muzio), или Доннино Эмануэле Муцио (итал. Donnino Emanuele Muzio; 24 августа 1821 года, Дзибелло, герцогство Парма, Пьяченца и Гвасталла — 27 ноября 1890 года, Париж, Франция) — итальянский композитор и дирижёр, ученик и друг Джузеппе Верди.

## Биография
Эмануэле Доннино Муцио родился 24 августа 1821 года в Дзибелло, в герцогстве Парма, Пьяченца и Гвасталла. В 1826 году семья переехала в Буссето, где в школе Фердинандо Провези он получил начальное музыкальное образование. Здесь будущий композитор познакомился с Антонио Барецци и Джузеппе Верди, бывшим в то время помощником директора школы. Оба покровительствовали юному музыканту. Они помогли ему получить место органиста.
В 1843 году при помощи Антонио Барецци, Эмануэле Муцио получил стипендию, позволившую ему обучаться композиции в Милане, где его учителем был сам Джузеппе Верди. Музыкантов объединяла любовь к городу Буссето и красоте местной природы. Джузеппе Верди высоко ценил человеческие и профессиональные качества ученика. В 1847 году композитор взял его в ассистенты, работая над премьерами опер «Макбет» во Флоренции и «Разбойники» в Лондоне.
В 1851 году Эмануэле Муцио дебютировал как оперный композитор в театре Итальянской оперы в Брюсселе постановкой «Иоанны Безумной», которая пользовалась определенным успехом у зрителей. Следом он написал ещё три оперы, поставленные в театрах Милана и Болоньи, и также благосклонно принятые публикой. Несмотря на это, в 1858 году Эмануэле Муцио навсегда отказался от композиторского творчества и полностью посвятил себя дирижированию. На этом поприще он приобрёл известность как в Италии, так и за рубежом, особенно в Великобритании, Франции и США.
Во время своего пребывания в США женился на певице Люси Симонс, с которой в 1863 году заключил брачный контракт. Брак не был счастливым, и через десять лет закончился разрывом в Париже.
В начале 1870-х годов Эмануэле Муцио получил место дирижёра в театре Итальянской оперы в Париже, одном из старейших и самых престижных оперных театров Франции. Он занимал это место вплоть до закрытия театра в 1878 году. Затем сопровождал Джузеппе Верди в турне по Европе. Поселился в Париже, где посвятил себя преподаванию вокала. Его ученицей была известная оперная певица Аделина Патти.
В 1890 году Джузеппе Верди назначил его своим душеприказчиком. Но 27 ноября того же года Эмануэле Муцио умер в Париже. Его смерть очень расстроила учителя, с которым их связывала пятидесятилетняя дружба.

## Творческое наследие
Творческое наследие композитора включает 4 оперы.